# Énergie au Burkina Faso
Le secteur économique de l'énergie au Burkina Faso occupe une place prédominante dans le pays. Elle  provient principalement du diesel et du fioul lourd, avec un appoint d’hydroélectricité et d’énergie solaire.

## Contexte
En 2015, le Burkina Faso a produit 69 kilotonnes d'équivalent pétrole (ktep) d'énergie , dont 89,8% à partir de combustibles fossiles. La consommation finale d'électricité était de 86 ktep. Le pays utilise en complément l’énergie de la Biomasse, de l’hydroélectricité et de l’énergie solaire .
En 2014, les émissions  de gaz à effet de serre du Burkina Faso s'élèvent à 32,60 millions de tonnes d'équivalent dioxyde de carbone (MtCO 2 e) . Le pays s'est engagé à réduire ses émissions d'au moins 7,8 MtCO 2 e (soit 6,6%) d'ici 2030. Le pays vise une production de 100% de sa production d’électricité à partir de sources renouvelables d’ici 2050 .

## Ruralité

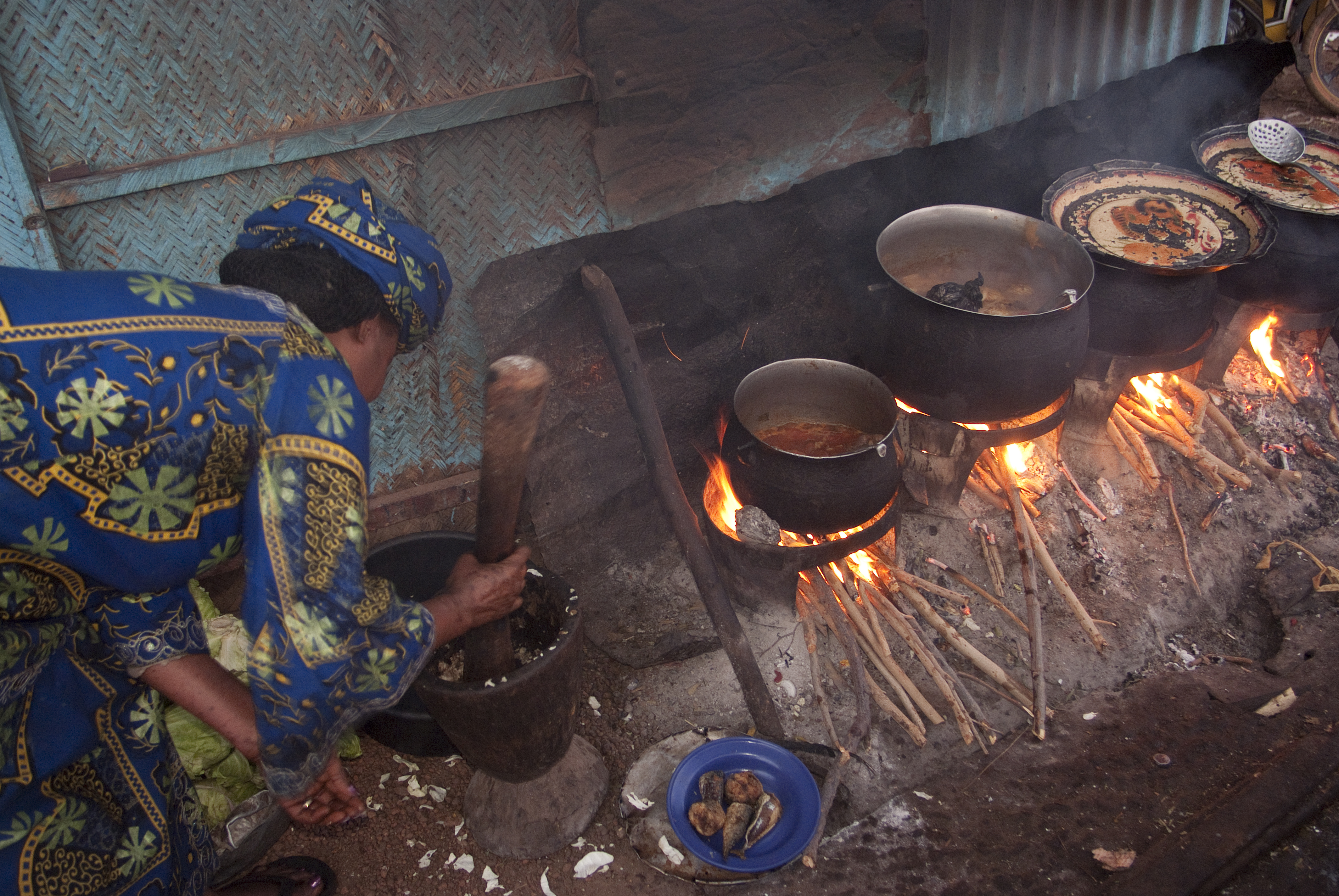
Aliments cuisinés au bois

En 2019, environ 81 % de la population utilise le bois (bois de chauffage et charbon de bois). La quasi-totalité de l'énergie consommée provient de la Biomasse. La moyenne nationale est de 0,69 kg de bois de chauffage par personne et par jour.

## Électricité
En 2008, 19 % de la population du Burkina Faso a accès à l'électricité. En 2017, le président français Emmanuel Macron  inaugure une centrale solaire de 33 MW, qui produit de l'électricité pour 110 000 foyers. La plus grande centrale solaire d'Afrique de l'Ouest la centrale de Zagtouli (33 mégawatts) est entrée en service au Burkina Faso le 29 novembre 2017.
Le « projet Yeleen »  vise à construire quatre nouvelles centrales. La plus importante, au nord-ouest de la capitale (40 mégawatts) sur 60 hectares. Trois autres centrales « régionales », de plus faible puissance, seront construites dans les villes de Diapaga (nord), Dori (est) et Gaoua (sud).
En juillet 2020, Le Burkina Faso inaugure l’installation de la première unité de fabrication de panneaux solaires photovoltaïques (Faso Energy).
| Source                | puissance installée (MW) |
| --------------------- | ------------------------ |
| Diesel et fioul lourd | 253                      |
| Hydroélectricité      | 32                       |
| Solaire               | 33                       |
| Total                 | 318                      |

## Combustibles propres à usage domestique
En 2020, 10,60% des Burkinabés ont accès à des combustibles propres pour usage domestique.

## Approvisionnement énergétiques 2010 à 2018
De 2010 à 2018, les approvisionnements énergétiques du Burkina Faso sont passés de 3 673 ktep à 6 140 ktep, soit un accroissement moyen annuel de 7 %. Les produits pétroliers représentent 24 % des approvisionnements en 2018 alors que la part de l’hydroélectricité et du solaire sont faibles.